# ۵۲۲ (پیش از میلاد)
۵۲۲ (پیش از میلاد) یکی از سال‌های قبل از تقویم میلادی بود.

## رویدادها
- بردیا جانشین کمبوجیه دوم به عنوان پادشاه ایران می‌شود.[۱]: 98
- شورش بابل علیه شاهنشاهی هخامنشی [۲]
- داریوش بزرگ جانشین بردیا به عنوان پادشاه ایران می‌شود.[۱]

## زادگان
- پیندار – شاعر یونانی

## درگذشتگان
- ژوئیه - کمبوجیه دوم، پادشاه شاهنشاهی هخامنشی
- سپتامبر - بردیا، پادشاه شاهنشاهی هخامنشی